# Cantón de Barr
El cantón de Barr era una división administrativa francesa, que estaba situada en el departamento de Bajo Rin y la región de Alsacia.

## Composición
El cantón estaba formado por dieciséis comunas:
- Andlau
- Barr
- Bernardvillé
- Blienschwiller
- Dambach-la-Ville
- Eichhoffen
- Epfig
- Gertwiller
- Heiligenstein
- Itterswiller
- Le Hohwald
- Mittelbergheim
- Nothalten
- Reichsfeld
- Saint-Pierre
- Stotzheim

## Supresión del cantón de Barr
En aplicación del Decreto nº 2014-185 de 18 de febrero de 2014, el cantón de Barr fue suprimido el 22 de marzo de 2015 y sus 16 comunas pasaron a formar parte del nuevo cantón de Obernai.